# ニコル麻莉子
ニコル 麻莉子（ニコル まりこ、1950年11月17日-　）は、日本画家、作曲家。夫は小説家・ナチュラリストのC・W・ニコル。1980年に入籍して、長野県黒姫に住居を構えて、ひとり娘を儲けた。

## 人物
兵庫県出身。シマノ工業社長・島野隆夫の次女・本名・真理子。桐朋学園大学を卒業後、カナダのブリティッシュコロンビア大学大学院留学。1989年から作曲家デビューを果たし、テレビのドラマ、ドキュメンタリーなどの数多くのテーマソング・挿入歌を作曲。その傍ら、1991年より関川都の下で水墨画を習い、ISAMの会員として、数多くの美術展入賞。個展も開催している。